# NGC 4911A
NGC 4911A is een lensvormig sterrenstelsel in het sterrenbeeld Hoofdhaar. Het hemelobject ligt 356 miljoen lichtjaar van de Aarde verwijderd en werd op 11 april 1785 ontdekt door de Duits-Britse astronoom William Herschel. In de buurt van het sterrenstelsel bevindt zich NGC 4911.

## Synoniemen
- DRCG 27-62
- PGC 83751